# Resolutie 264 Veiligheidsraad Verenigde Naties
Resolutie 264 van de Veiligheidsraad van de Verenigde Naties van 20 maart 1969 werd aangenomen op de 1465e bijeenkomst van de VN-Veiligheidsraad. Dertien van de vijftien leden stemden voor, geen enkel lid stemde tegen. Twee leden, Frankrijk en het Verenigd Koninkrijk, onthielden zich. De resolutie veroordeelde Zuid-Afrika omdat dat land weigerde te vertrekken uit Zuidwest-Afrika.

## Achtergrond
Op het einde van de 19e eeuw werd Namibië een kolonie van Duitsland, Duits-Zuidwest-Afrika. Tijdens de Eerste Wereldoorlog werd het gebied bezet door Zuid-Afrika, dat destijds tot het Britse rijk behoorde. Na de oorlog kreeg Zuid-Afrika van de Volkenbond, de voorloper van de Verenigde Naties, een mandaat over Zuidwest-Afrika.
Rond de jaren zestig begon het verzet tegen de Zuid-Afrikaanse aanwezigheid in Namibië op te komen. Zeker de illegale onafhankelijkheidsverklaring en de apartheidspolitiek van Zuid-Afrika droegen bij tot de internationale wens om Namibië te verzelfstandigen. In 1968 beëindigde de Verenigde Naties het mandaat van Zuid-Afrika in Namibië. Zuid-Afrika weigerde echter Namibië los te laten. Het werd uiteindelijk pas in 1990 onafhankelijk.

## Inhoud
De Veiligheidsraad:
- Bemerkt de resoluties 2248 (S-V), 2324 (XXII), 2325 (XXII), 2372 (XXII) en 2403 (XXIII) van de Algemene Vergadering.
- Houdt rekening met de 2145 (XXI) van de Algemene Vergadering, die het mandaat Zuidwest-Afrika beëindigde en de controle over het territorium overnam tot de onafhankelijkheid ervan.
- Herinnert aan de resoluties 245 en 246.
- Bevestigt het recht van het Namibische volk op vrijheid en onafhankelijkheid.
- Benadrukt de ernstige gevolgen van de bezetting van Namibië door Zuid-Afrika.
- Bevestigt zijn speciale verantwoordelijkheid voor het volk en het territorium van Namibië.

1. Erkent dat de Algemene Vergadering het Zuid-Afrikaanse mandaat over Namibië heeft beëindigd en de verantwoordelijkheid ervoor heeft overgenomen.
2. Bedenkt dat de Zuid-Afrikaanse aanwezigheid in Namibië illegaal, tegen het Handvest en vorige resoluties en tegen het belang van de bevolking en de internationale gemeenschap is.
3. Roept Zuid-Afrika op zich onmiddellijk uit het territorium terug te trekken.
4. Verklaart dat de Zuid-Afrikaanse handelingen om de nationale eenheid te vernietigen door de creatie van bantoestans (onafhankelijke landen en regio's met zelfbestuur) tegen het Handvest van de VN is.
5. Verklaart dat Zuid-Afrika niet het recht heeft om de Wet Zuidwest-Afrikaanse Zaken op te leggen daar deze een schending van de VN-resoluties is.
6. Veroordeelt de weigering van Zuid-Afrika om zich naar de VN-resoluties te schikken.
7. Nodigt alle landen uit hun invloed aan te wenden om Zuid-Afrika naar deze resolutie te doen schikken.
8. Besluit om opnieuw bijeen te komen om over maatregelen te beslissen als Zuid-Afrika zich niet naar deze resolutie schikt.
9. Vraagt secretaris-generaal U Thant de uitvoering van deze resolutie op te volgen en hierover zo snel mogelijk te rapporteren.
10. Besluit de kwestie op de voet te blijven volgen.

## Verwante resoluties
- Resolutie 245 Veiligheidsraad Verenigde Naties
- Resolutie 246 Veiligheidsraad Verenigde Naties
- Resolutie 269 Veiligheidsraad Verenigde Naties
- Resolutie 276 Veiligheidsraad Verenigde Naties

Lijst ·  263 ·  264 ·  265 ·  266 ·  267 ·  268 ·  269 ·  270 ·  271 ·  272 ·  273 ·  274 ·  275